# Катарованк
Катарованк (арм. Կատարո վանք — «монастырь Катаро») — армянский монастырский комплекс IV—XVII веков. Самый высокогорный памятник: он расположен в Ходжавендском районе Азербайджана, на вершине горы Зиарат, на высоте 2 478 метров над уровнем моря. В настоящее время, на территории монастыря сохранилась лишь церковь, построенная в XVII веке. 

## История
Первое письменное упоминание об этом удивительном монастыре было создано армянским историком V века Фавстосом Бузандом, известным своей чрезвычайно подробной шеститомной серией книг под названием «История Армении». В этом богатом тексте он описывает Катарованк как большой монастырь, построенный на вершине горы Дизапайт.
Далее он утверждает, что монастырь изначально был задуман как оплот против различных захватчиков Армении, который был укреплен в ответ на вторжение в страну массагетов и гуннов еще в 335 году нашей эры. В том же году большая армия во главе с царём Санесаном вторглась в восточные провинции Армении в ответ на миссию святого Григориса — внука святого Григория Просветителя и епископа восточных земель Армении. 
Святой Григорис возглавил армянскую миссию по обращению массагетов в христианство. Считается, что миссия добилась настоящего успеха, когда миссионеры обратили в христианство троих собственных сыновей царя Санесана. Подозревая в этом святого Григориса, Санесан казнил его, привязав к дикой лошади. Однако в ответ его дети бежали из царского дворца вместе с миссионерами, унося с собой тело святого.
Считается, что дети Санесана решили спрятаться в монастыре Катарованк на вершине горы, где проживало более 3000 паломников. Но чтобы не стать посмешищем, царь Санесан преследовал своих детей до монастыря, убив при этом всех, кто населял Катарованк (включая его детей). Монастырь был разрушен, а трупы убитых сожжены дотла. 
Вторгшиеся в Армению арабы назвали гору, на вершине которой строит монастырь, Дзиарат, что на арабском языке означает «святое место», «святыня, место для паломничества». В IV—V веках Катарованк был соборным монастырем провинции Дизак. Дизапайт с древних времён считалась святой горой и о паломничестве в этих краях упоминается с арабских и более ранних времён. 
Имеется ряд письменных свидетельств о горе Дизапайт и монастыре Катаро, которые относятся к ранней истории христианства в Арцахе. Монастырь был местом паломничества не только для жителей Дизака, но и для жителей других областей Армении. Об этом свидетельствуют дарственные надпись и небольшие хачкары, подаренные церкви паломниками, на которых есть имена дарителей и название мест откуда они пришли. Свидетельством этому являются найденные при реставрации на территории монастыря фрагменты хачкаров и плиты, состоящей из двух кусков.
Мовсес Каганкатваци подробно упомянул гору Дизапайт и монастырь Катаро в своем труде «История страны Алуанк»:
«Еще до избрания тер Абаса hайрапетом Алуанка враги сожгли часовню [святых] на горе Дизапайт, в монастыре Катарованк. Во время царя Алуанка Вачагана и епископа Амараса Гарника на этой горе появились люди. Имена их следующие: св. Мовсэс, св. Даниел, св. Елиа. Это были сыновья царя маскутов Санесана, [бывшие] ученики св. Григориса. Вместе с ними [были] и три тысячи восемьсот семьдесят мужей. [Укрываясь от преследования], все они поспешили поселиться на горе Дизапайт и жили там, питаясь только травами. Преследуя их, сюда пришел Санесан и предал их мечу девятого числа месяца навасарда
В советские годы входил в состав Гадрутского района НКАО Азербайджанской ССР. С 1993 года находился под контролем армянских сил и входил в состав Гадрутского района непризнанной Нагорно-Карабахской Республики.
В 2015 году, на деньги, ныне проживающих в России братьев Армик, Нарвик и Тиграна Аракелянов из Хандзадзора, была проведена реставрация церкви по проекту архитектора—реставратора Самвела Айвазяна. Им и мастером Мартирос Чалумяном при реставрации были учтены все мелкие детали, включая ремонт крыши, которую покрыли черепицей, схожей с сохранившейся от предшествующей кровли.  

### В период Второй карабахской войны
В ходе 44—дневной войны 2020 года, начавшейся в сентябре 2020 года, церковь не пострадала и перешла под контроль Азербайджана в результате боевых действий. В ночь на 10 ноября 2020 года вступило в силу трехстороннее заявление о прекращении огня, которое подписали президент Азербайджана Ильхам Алиев, премьер—министр Армении Никол Пашинян, президент России Владимир Путин.

## Устройство монастыря
Длина Катарованка составляет 11,75 метров, ширина 6,70 метра, высота 5 метров. Это однонефная базилика со сводчатым перекрытием, построенная из местного грубо обработанного камня. Церковь имеет полукруглый алтарь. Единственный вход открывается с запада, окна расположены на восточной, западной и южной сторонах. На тимпане над входом сохранилась надпись: «Построили святой храм / Акоп Домеци, дочь моей сестры / Гайсумеан и ее муж / Харутин /Кто прочтет благослови «Аминь» / Мастером был Гукас Жамдзореци». К югу от церкви сохранились следы строения (размеры 9,8 x 3,8 метра) и остатки стены ограды.

## Галерея

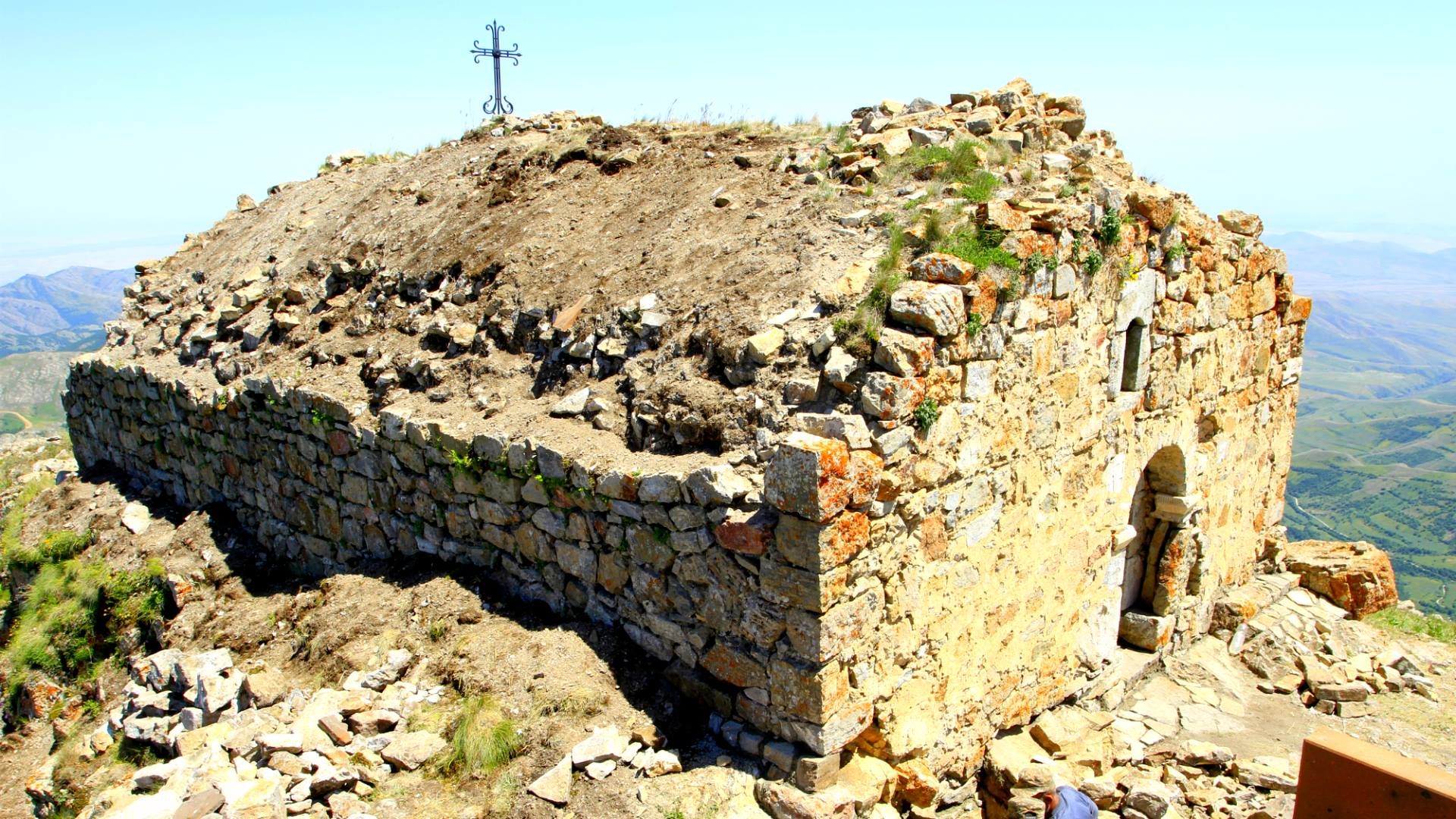
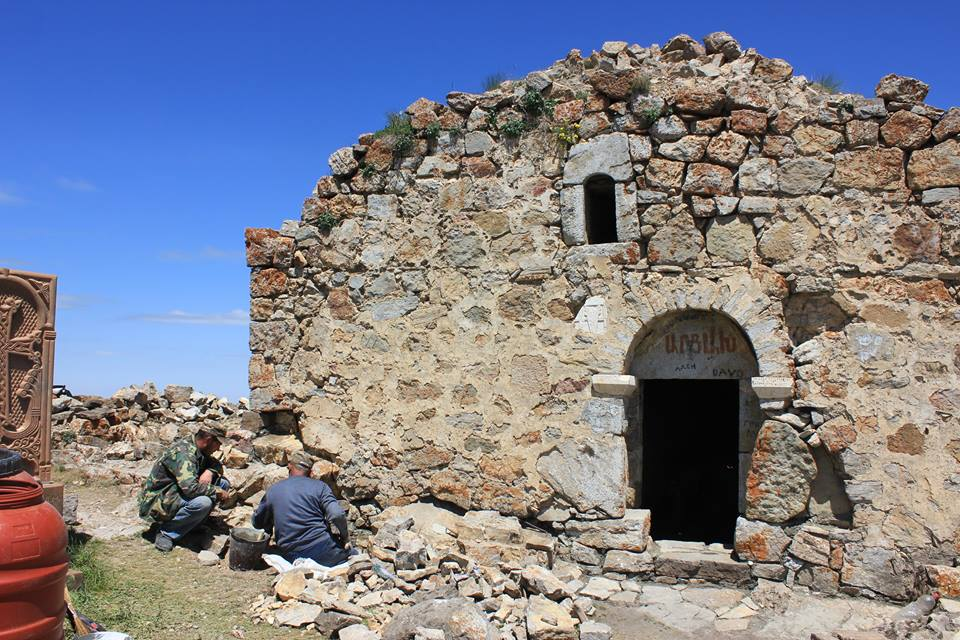
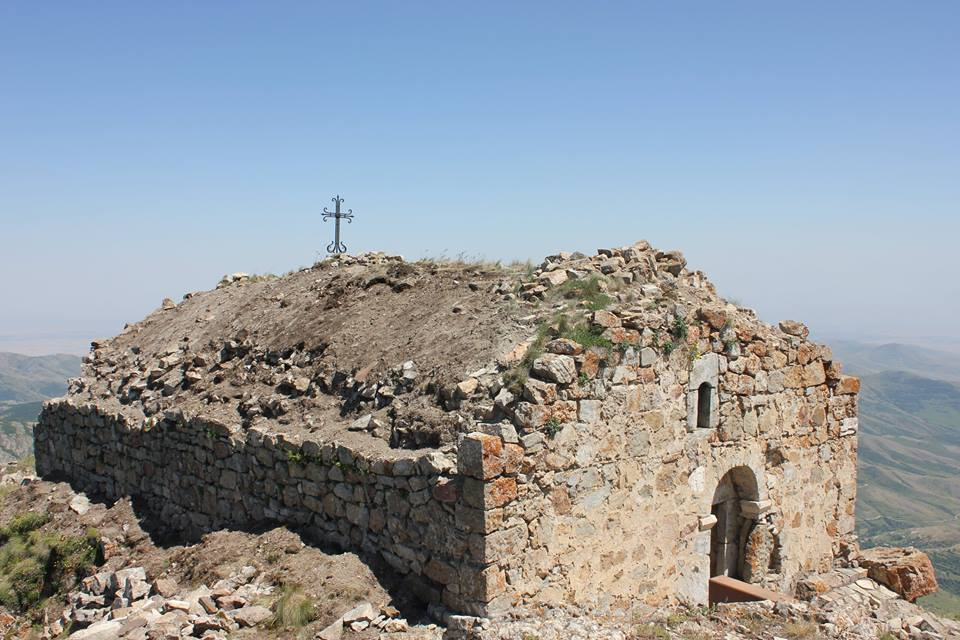
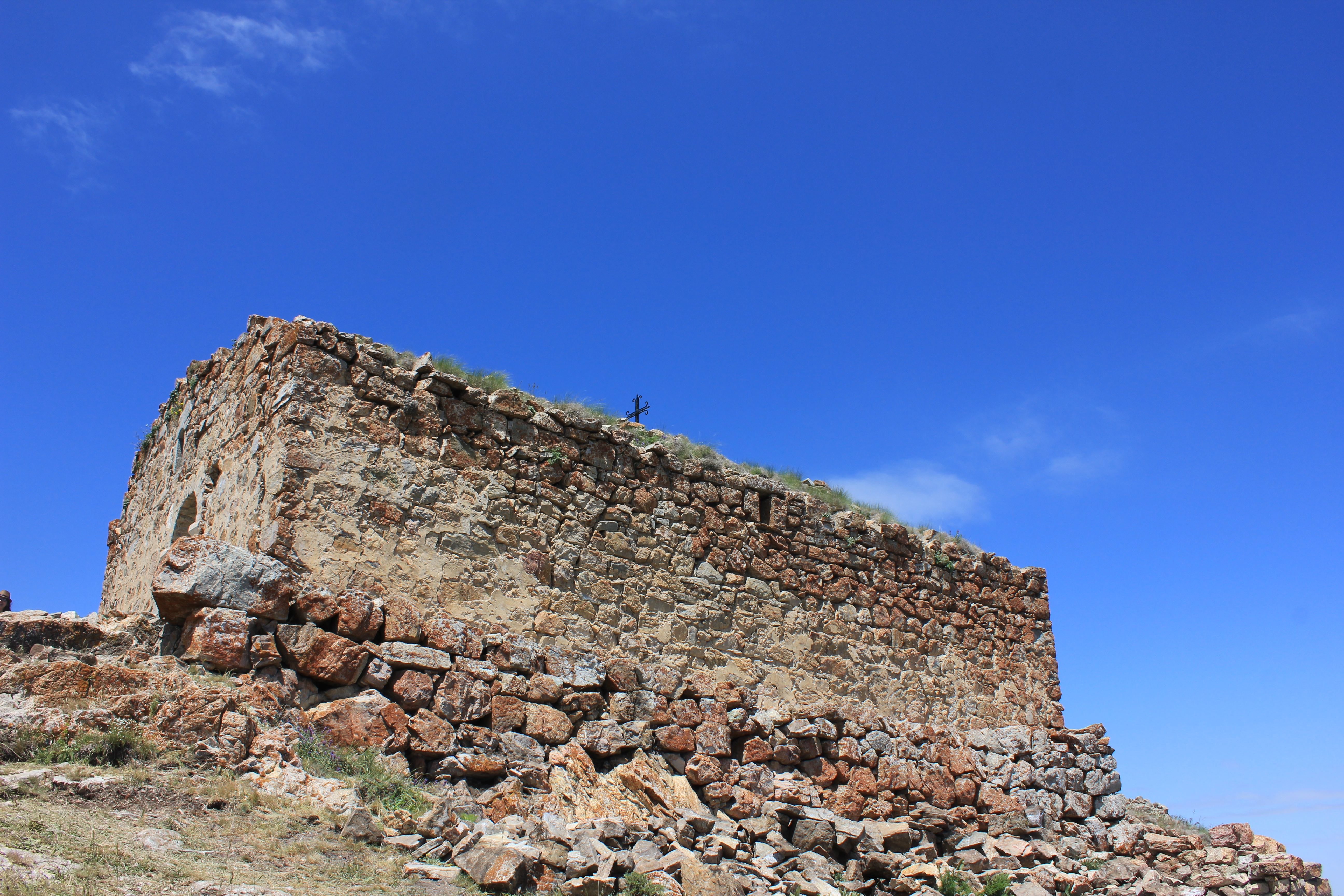
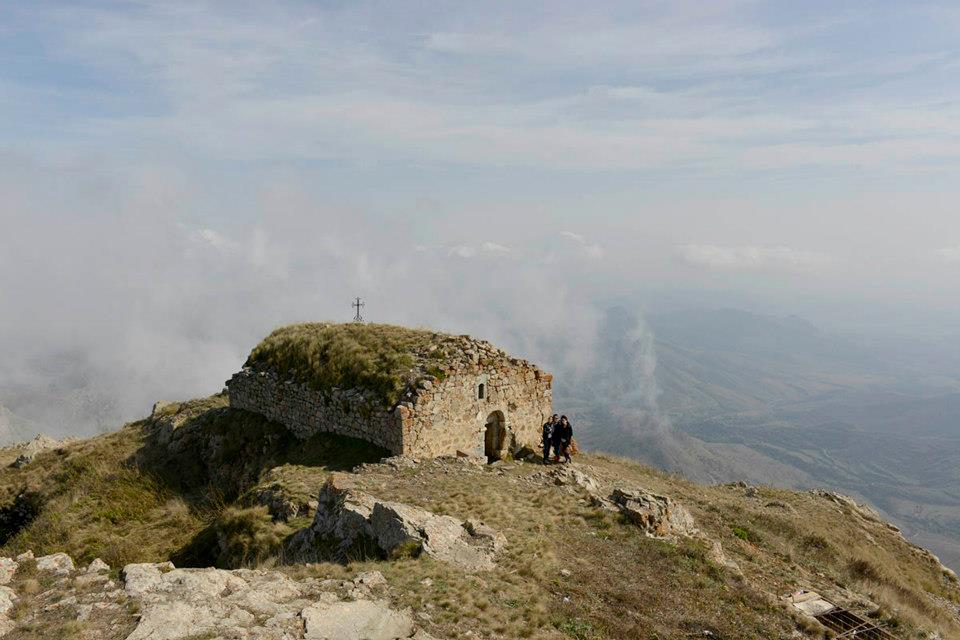
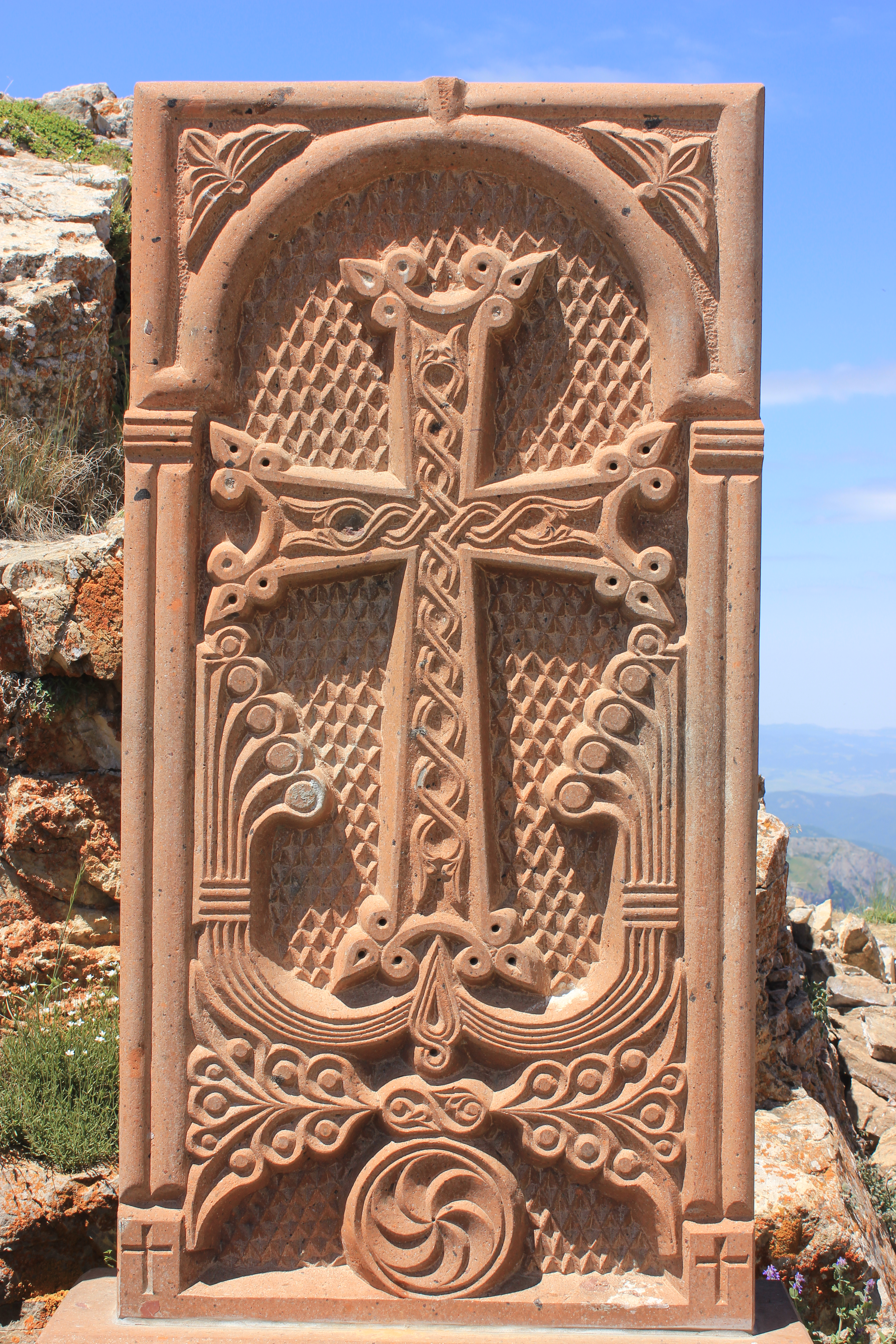
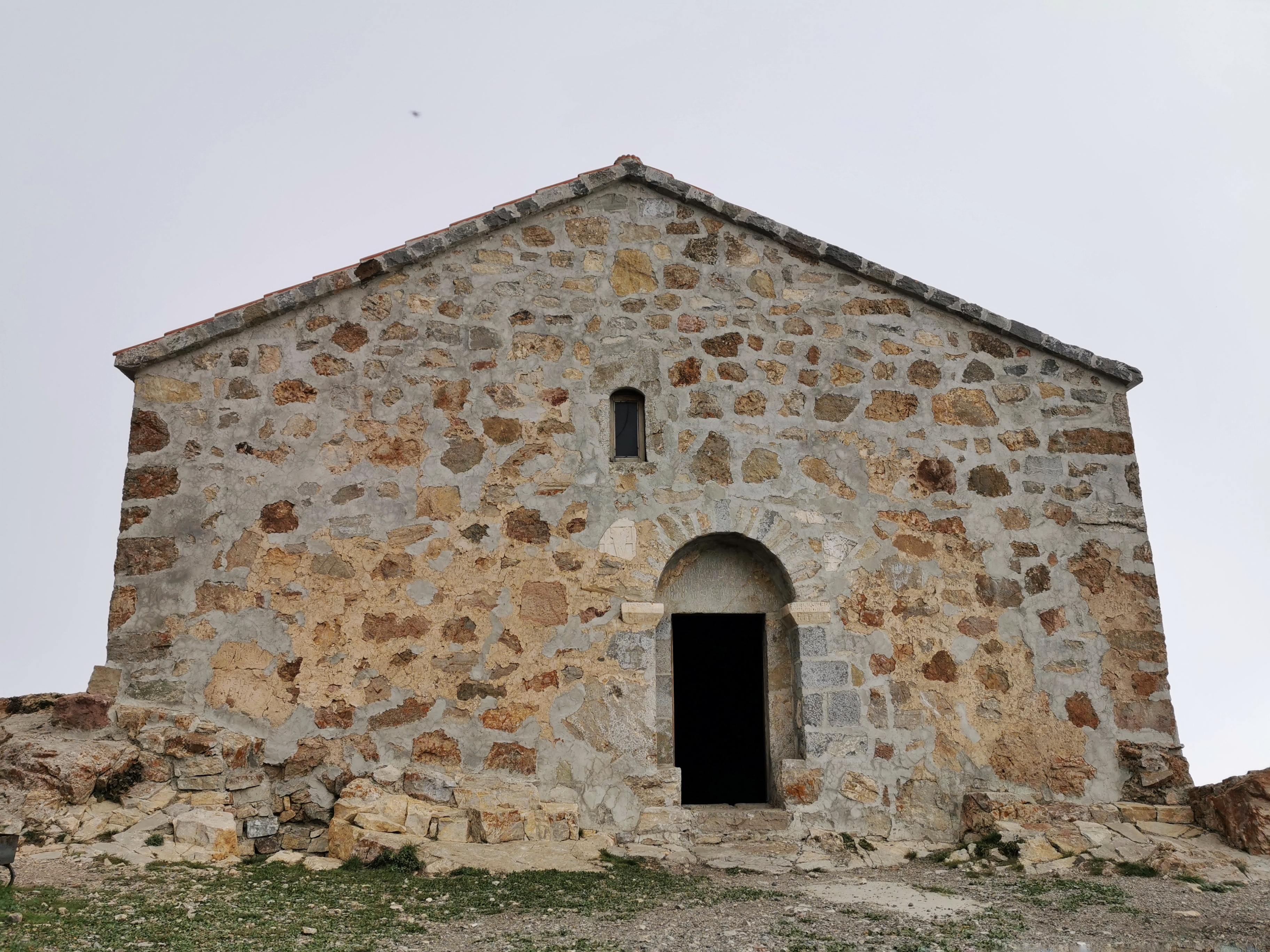
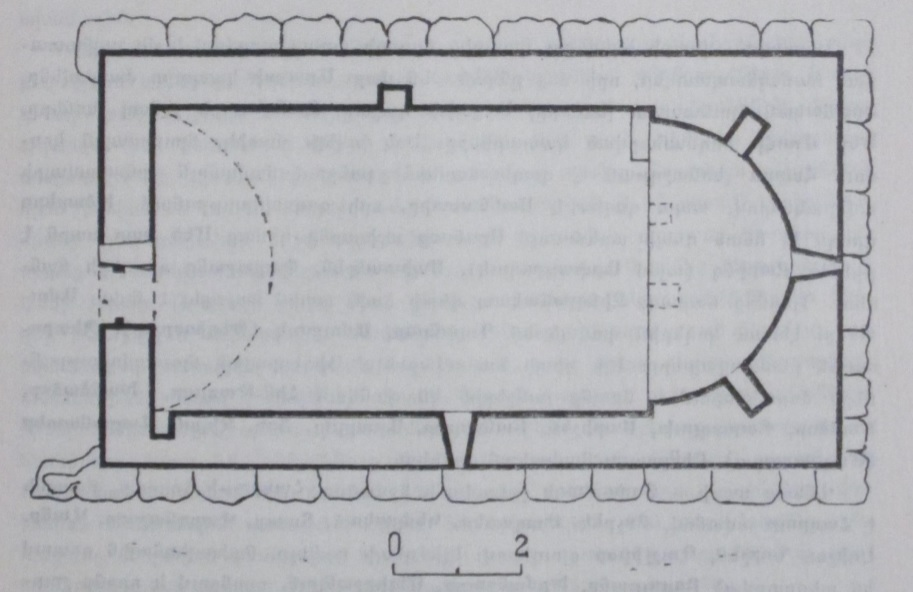